# Nasusina mendicata
Nasusina mendicata là một loài bướm đêm trong họ Geometridae.